# 유고슬라비아 축구 국가대표팀
유고슬라비아 축구 국가대표팀은 유고슬라비아를 대표하는 축구 국가대표팀이었다. 발칸반도와 동구권의 강호로 명성을 떨쳤으며, 유고슬라비아가 해체된 후에는 세르비아가 유고슬라비아의 기록을 승계해 그 뒤를 잇고 있다. 1930년 월드컵 세계 4강을 시작으로 오랜 역사를 보유중이며 그만큼 화려한 기록을 보유하고 있다.
1930년 우루과이 월드컵에서 초청자 자격으로 자동 출전해서 손쉽게 4강에 들어섰지만 이후 1934년 이탈리아 월드컵과 1938년 프랑스 월드컵에서는 예선 탈락, 1950년 브라질 월드컵에서는 조별리그라는 수모를 겪기도 했다. 하지만 이후 1954년 스위스 월드컵, 1958년 스웨덴 월드컵에서는 2번 연속으로 8강에 올랐고, 이런 화려한 활약들을 통해 1962년 칠레 월드컵에서 세계 4위를 기록하는 기염을 토했다. 또한 1960년 유럽축구선수권대회, 1968년 유럽축구선수권대회에서 준우승하며 동구권의 강호로 군림했다.
그러나 오랜시간 동안 동유럽의 강호로 군림했던 유고슬라비아는 1960년대 중반부터 급격히 쇠퇴하기 시작하며 연이은 예선 탈락과 조별리그를 경험한다. 그래도 1974년 서독 월드컵에서 8강 진출에 성공해서 여기서 벗어나는 듯 싶었으나 이것도 잠시 뿐이었고, 이후 1986년 멕시코 월드컵까지 예선 탈락과 조별리그에서 머물렀다. 1990년 이탈리아 월드컵에서 16년만에 8강 진출에 성공하며 과거의 영광으로 회귀하는 것처럼 보였지만, 직후 유고슬라비아 전쟁이 발발했고 전쟁이 종전되자마자 유고슬라비아 사회주의 연방공화국은 붕괴되었다. 이 여파로 UEFA 유로 1992 출전권이 박탈되었고, 1994년 FIFA 월드컵 출전권이 박탈되면서 유고슬라비아 축구 국가대표팀은 역사속으로 사라졌다.
1992년 남은 공화국인 세르비아와 몬테네그로가 유고슬라비아 연방공화국을 결성하여 1995년 홍콩 칼스버그컵을 통해 복귀하였고 세르비아 몬테네그로 축구 국가대표팀으로 명맥을 이어갔다. 세르비아와 몬테네그로가 분리됨에 따라 2006년 FIFA 월드컵 이후 몬테네그로 축구 국가대표팀도 분리되면서, 세르비아 축구 국가대표팀으로 명칭을 바꿈과 동시에 과거 유고슬라비아 축구 국가대표팀의 기록을 보유하게 되어 현재에 이른다.

## 국제대회 기록

### FIFA 월드컵
| FIFA 월드컵 본선 기록 | FIFA 월드컵 본선 기록 | FIFA 월드컵 본선 기록 | FIFA 월드컵 본선 기록 | FIFA 월드컵 본선 기록 | FIFA 월드컵 본선 기록 | FIFA 월드컵 본선 기록 | FIFA 월드컵 본선 기록 | FIFA 월드컵 본선 기록 | FIFA 월드컵 본선 기록 | FIFA 월드컵 예선 기록 | FIFA 월드컵 예선 기록 | FIFA 월드컵 예선 기록 | FIFA 월드컵 예선 기록 | FIFA 월드컵 예선 기록 | FIFA 월드컵 예선 기록 | FIFA 월드컵 예선 기록 |
| 년도                  | 결과                  | 순위                  | 경기                  | 승                    | 무*                   | 패                    | 득점                  | 실점                  | 승점                  | 경기                  | 승                    | 무*                   | 패                    | 득점                  | 실점                  | 승점                  |
| --------------------- | --------------------- | --------------------- | --------------------- | --------------------- | --------------------- | --------------------- | --------------------- | --------------------- | --------------------- | --------------------- | --------------------- | --------------------- | --------------------- | --------------------- | --------------------- | --------------------- |
| 1930년                | 4강                   | 4위                   | 3                     | 2                     | 0                     | 1                     | 7                     | 7                     | 6                     | 자동참가              | 자동참가              | 자동참가              | 자동참가              | 자동참가              | 자동참가              | 자동참가              |
| 1934년                | 예선 탈락             | 예선 탈락             | 예선 탈락             | 예선 탈락             | 예선 탈락             | 예선 탈락             | 예선 탈락             | 예선 탈락             | 예선 탈락             | 2                     | 0                     | 1                     | 1                     | 3                     | 4                     | 1                     |
| 1938년                | 예선 탈락             | 예선 탈락             | 예선 탈락             | 예선 탈락             | 예선 탈락             | 예선 탈락             | 예선 탈락             | 예선 탈락             | 예선 탈락             | 2                     | 1                     | 0                     | 1                     | 1                     | 4                     | 3                     |
| 1950년                | 조별리그              | 5위                   | 3                     | 2                     | 0                     | 1                     | 7                     | 3                     | 6                     | 5                     | 3                     | 2                     | 0                     | 16                    | 6                     | 11                    |
| 1954년                | 8강                   | 7위                   | 3                     | 1                     | 1                     | 1                     | 2                     | 3                     | 4                     | 4                     | 4                     | 0                     | 0                     | 4                     | 0                     | 12                    |
| 1958년                | 8강                   | 5위                   | 4                     | 1                     | 2                     | 1                     | 7                     | 7                     | 5                     | 4                     | 2                     | 2                     | 0                     | 7                     | 2                     | 8                     |
| 1962년                | 4강                   | 4위                   | 6                     | 3                     | 0                     | 3                     | 10                    | 7                     | 9                     | 4                     | 3                     | 1                     | 0                     | 11                    | 4                     | 10                    |
| 1966년                | 예선 탈락             | 예선 탈락             | 예선 탈락             | 예선 탈락             | 예선 탈락             | 예선 탈락             | 예선 탈락             | 예선 탈락             | 예선 탈락             | 6                     | 3                     | 1                     | 2                     | 10                    | 8                     | 10                    |
| 1970년                | 예선 탈락             | 예선 탈락             | 예선 탈락             | 예선 탈락             | 예선 탈락             | 예선 탈락             | 예선 탈락             | 예선 탈락             | 예선 탈락             | 6                     | 3                     | 1                     | 2                     | 19                    | 7                     | 10                    |
| 1974년                | 8강                   | 7위                   | 6                     | 1                     | 2                     | 3                     | 12                    | 7                     | 5                     | 5                     | 3                     | 2                     | 0                     | 8                     | 4                     | 11                    |
| 1978년                | 예선 탈락             | 예선 탈락             | 예선 탈락             | 예선 탈락             | 예선 탈락             | 예선 탈락             | 예선 탈락             | 예선 탈락             | 예선 탈락             | 4                     | 1                     | 0                     | 3                     | 6                     | 8                     | 3                     |
| 1982년                | 조별리그              | 16위                  | 3                     | 1                     | 1                     | 1                     | 2                     | 2                     | 4                     | 8                     | 6                     | 1                     | 1                     | 22                    | 7                     | 19                    |
| 1986년                | 예선 탈락             | 예선 탈락             | 예선 탈락             | 예선 탈락             | 예선 탈락             | 예선 탈락             | 예선 탈락             | 예선 탈락             | 예선 탈락             | 8                     | 3                     | 2                     | 3                     | 7                     | 8                     | 11                    |
| 1990년                | 8강                   | 5위                   | 5                     | 3                     | 1                     | 1                     | 8                     | 6                     | 10                    | 8                     | 6                     | 2                     | 0                     | 16                    | 6                     | 20                    |
| 1994년                | 출전 금지             | 출전 금지             | 출전 금지             | 출전 금지             | 출전 금지             | 출전 금지             | 출전 금지             | 출전 금지             | 출전 금지             | 출전 금지             | 출전 금지             | 출전 금지             | 출전 금지             | 출전 금지             | 출전 금지             | 출전 금지             |
| 1998년 이후           | 없음                  | 없음                  | 없음                  | 없음                  | 없음                  | 없음                  | 없음                  | 없음                  | 없음                  | 없음                  | 없음                  | 없음                  | 없음                  | 없음                  | 없음                  | 없음                  |
| 합계                  | 8회 진출(8/15)        | 4강(4위 2회)          | 33                    | 14                    | 7                     | 12                    | 55                    | 42                    | 49                    | 66                    | 38                    | 15                    | 13                    | 130                   | 68                    | 129                   |

### UEFA 유럽 축구 선수권 대회
| UEFA 유로컵 본선 기록 | UEFA 유로컵 본선 기록 | UEFA 유로컵 본선 기록 | UEFA 유로컵 본선 기록 | UEFA 유로컵 본선 기록 | UEFA 유로컵 본선 기록 | UEFA 유로컵 본선 기록 | UEFA 유로컵 본선 기록 | UEFA 유로컵 본선 기록 | UEFA 유로컵 본선 기록 | UEFA 유로컵 예선 기록 | UEFA 유로컵 예선 기록 | UEFA 유로컵 예선 기록 | UEFA 유로컵 예선 기록 | UEFA 유로컵 예선 기록 | UEFA 유로컵 예선 기록 | UEFA 유로컵 예선 기록 |
| 년도                  | 결과                  | 순위                  | 경기                  | 승                    | 무*                   | 패                    | 득점                  | 실점                  | 승점                  | 경기                  | 승                    | 무*                   | 패                    | 득점                  | 실점                  | 승점                  |
| --------------------- | --------------------- | --------------------- | --------------------- | --------------------- | --------------------- | --------------------- | --------------------- | --------------------- | --------------------- | --------------------- | --------------------- | --------------------- | --------------------- | --------------------- | --------------------- | --------------------- |
| 1960년                | 준우승                | 2위                   | 2                     | 1                     | 0                     | 1                     | 6                     | 6                     | 3                     | 4                     | 2                     | 1                     | 1                     | 9                     | 4                     | 7                     |
| 1964년                | 예선 탈락             | 예선 탈락             | 예선 탈락             | 예선 탈락             | 예선 탈락             | 예선 탈락             | 예선 탈락             | 예선 탈락             | 예선 탈락             | 4                     | 2                     | 1                     | 1                     | 6                     | 5                     | 7                     |
| 1968년                | 준우승                | 2위                   | 3                     | 1                     | 1                     | 1                     | 2                     | 3                     | 4                     | 6                     | 4                     | 1                     | 1                     | 14                    | 5                     | 13                    |
| 1972년                | 예선 탈락             | 예선 탈락             | 예선 탈락             | 예선 탈락             | 예선 탈락             | 예선 탈락             | 예선 탈락             | 예선 탈락             | 예선 탈락             | 8                     | 3                     | 4                     | 1                     | 7                     | 5                     | 13                    |
| 1976년                | 4강                   | 4위                   | 2                     | 0                     | 0                     | 2                     | 4                     | 7                     | 0                     | 8                     | 6                     | 1                     | 1                     | 15                    | 5                     | 19                    |
| 1980년                | 예선 탈락             | 예선 탈락             | 예선 탈락             | 예선 탈락             | 예선 탈락             | 예선 탈락             | 예선 탈락             | 예선 탈락             | 예선 탈락             | 6                     | 4                     | 0                     | 2                     | 14                    | 6                     | 12                    |
| 1984년                | 조별리그              | 8위                   | 3                     | 0                     | 0                     | 3                     | 2                     | 10                    | 0                     | 6                     | 3                     | 2                     | 1                     | 12                    | 11                    | 11                    |
| 1988년                | 예선 탈락             | 예선 탈락             | 예선 탈락             | 예선 탈락             | 예선 탈락             | 예선 탈락             | 예선 탈락             | 예선 탈락             | 예선 탈락             | 6                     | 4                     | 0                     | 2                     | 13                    | 9                     | 12                    |
| 1992년                | 예선 통과 후 실격     | 예선 통과 후 실격     | 예선 통과 후 실격     | 예선 통과 후 실격     | 예선 통과 후 실격     | 예선 통과 후 실격     | 예선 통과 후 실격     | 예선 통과 후 실격     | 예선 통과 후 실격     | 8                     | 7                     | 0                     | 1                     | 24                    | 4                     | 21                    |
| 1996년 이후           | 없음                  | 없음                  | 없음                  | 없음                  | 없음                  | 없음                  | 없음                  | 없음                  | 없음                  | 없음                  | 없음                  | 없음                  | 없음                  | 없음                  | 없음                  | 없음                  |
| 합계                  | 4회 진출(4/9)         | 준우승(2회)           | 10                    | 2                     | 1                     | 7                     | 14                    | 26                    | 7                     | 56                    | 35                    | 10                    | 11                    | 114                   | 54                    | 115                   |

### 하계 올림픽
| 올림픽 축구 기록 | 올림픽 축구 기록 | 올림픽 축구 기록 | 올림픽 축구 기록 | 올림픽 축구 기록 | 올림픽 축구 기록 | 올림픽 축구 기록 | 올림픽 축구 기록 | 올림픽 축구 기록 | 올림픽 축구 기록 |
| 년도             | 결과             | 순위             | 경기             | 승               | 무*              | 패               | 득점             | 실점             | 승점             |
| ---------------- | ---------------- | ---------------- | ---------------- | ---------------- | ---------------- | ---------------- | ---------------- | ---------------- | ---------------- |
| 1920년           | 1라운드          | 13위             | 2                | 0                | 0                | 2                | 2                | 11               | 0                |
| 1924년           | 예비라운드       | 21위             | 1                | 0                | 0                | 1                | 0                | 7                | 0                |
| 1928년           | 1라운드          | 10위             | 1                | 0                | 0                | 1                | 1                | 2                | 0                |
| 1936년           | 불참             | 불참             | 불참             | 불참             | 불참             | 불참             | 불참             | 불참             | 불참             |
| 1948년           | 은메달           | 준우승           | 4                | 3                | 0                | 1                | 13               | 6                | 9                |
| 1952년           | 은메달           | 준우승           | 6                | 4                | 1                | 1                | 26               | 13               | 13               |
| 1956년           | 은메달           | 준우승           | 3                | 2                | 0                | 1                | 13               | 3                | 6                |
| 1960년           | 금메달           | 우승             | 5                | 3                | 2                | 0                | 17               | 6                | 11               |
| 1964년           | 8강              | 6위              | 5                | 2                | 0                | 3                | 14               | 12               | 6                |
| 1968년           | 진출 실패        | 진출 실패        | 진출 실패        | 진출 실패        | 진출 실패        | 진출 실패        | 진출 실패        | 진출 실패        | 진출 실패        |
| 1972년           | 진출 실패        | 진출 실패        | 진출 실패        | 진출 실패        | 진출 실패        | 진출 실패        | 진출 실패        | 진출 실패        | 진출 실패        |
| 1976년           | 진출 실패        | 진출 실패        | 진출 실패        | 진출 실패        | 진출 실패        | 진출 실패        | 진출 실패        | 진출 실패        | 진출 실패        |
| 1980년           | 4강              | 4위              | 6                | 3                | 1                | 2                | 9                | 7                | 10               |
| 1984년           | 동메달           | 3위              | 6                | 5                | 0                | 1                | 16               | 10               | 15               |
| 1988년           | 조별리그         | 10위             | 3                | 1                | 0                | 2                | 4                | 4                | 3                |
| 1992년           | 진출 실패        | 진출 실패        | 진출 실패        | 진출 실패        | 진출 실패        | 진출 실패        | 진출 실패        | 진출 실패        | 진출 실패        |
| 1996년 이후      | 없음             | 없음             | 없음             | 없음             | 없음             | 없음             | 없음             | 없음             | 없음             |
| 합계             | 11회 진출(11/16) | 금메달(1회)      | 42               | 23               | 4                | 15               | 115              | 81               | 73               |

### 지중해 게임
| 지중해 게임 기록 | 지중해 게임 기록 | 지중해 게임 기록 | 지중해 게임 기록 | 지중해 게임 기록 | 지중해 게임 기록 | 지중해 게임 기록 | 지중해 게임 기록 | 지중해 게임 기록 | 지중해 게임 기록 |
| 년도             | 결과             | 순위             | 경기             | 승               | 무*              | 패               | 득점             | 실점             | 승점             |
| ---------------- | ---------------- | ---------------- | ---------------- | ---------------- | ---------------- | ---------------- | ---------------- | ---------------- | ---------------- |
| 1951년           | 불참             | 불참             | 불참             | 불참             | 불참             | 불참             | 불참             | 불참             | 불참             |
| 1955년           | 불참             | 불참             | 불참             | 불참             | 불참             | 불참             | 불참             | 불참             | 불참             |
| 1959년           | 진출 실패        | 진출 실패        | 진출 실패        | 진출 실패        | 진출 실패        | 진출 실패        | 진출 실패        | 진출 실패        | 진출 실패        |
| 1963년           | 진출 실패        | 진출 실패        | 진출 실패        | 진출 실패        | 진출 실패        | 진출 실패        | 진출 실패        | 진출 실패        | 진출 실패        |
| 1967년           | 진출 실패        | 진출 실패        | 진출 실패        | 진출 실패        | 진출 실패        | 진출 실패        | 진출 실패        | 진출 실패        | 진출 실패        |
| 1971년           | 금메달           | 우승             | 3                | 2                | 1                | 0                | 8                | 2                | 7                |
| 1975년           | 조별리그         | 5위              | 4                | 2                | 1                | 1                | 8                | 3                | 7                |
| 1979년           | 금메달           | 우승             | 5                | 5                | 0                | 0                | 16               | 4                | 15               |
| 1983년           | 진출 실패        | 진출 실패        | 진출 실패        | 진출 실패        | 진출 실패        | 진출 실패        | 진출 실패        | 진출 실패        | 진출 실패        |
| 1987년           | 진출 실패        | 진출 실패        | 진출 실패        | 진출 실패        | 진출 실패        | 진출 실패        | 진출 실패        | 진출 실패        | 진출 실패        |
| 1991년           | 4강              | 4위              | 4                | 2                | 0                | 2                | 13               | 5                | 6                |
| 1993년 이후      | 없음             | 없음             | 없음             | 없음             | 없음             | 없음             | 없음             | 없음             | 없음             |
| 합계             | 4회 진출(4/11)   | 금메달(2회)      | 16               | 11               | 2                | 3                | 45               | 14               | 35               |

## 유명 선수 (최소 15경기 이상 출전 선수)
| 보스니아 헤르체고비나 사회주의 공화국 - 미르사드 발리치 - 메흐메드 바주다레비치 - 미로슬라프 "메호" 브로조비치 - 요시프 부칼 - 미르사드 파즐라기치 - 제말 하지베기치 - 파루크 하지베기치 - 바히드 할릴호지치 - 요시프 카탈린스키 - 에느베르 마리치 - 무하메드 무이치 - 바히딘 무세미치 - 이비차 오심 - 하리스 스코로 - 블라즈 슬리스코비치 - 사페트 "파페" 수시치 크로아티아 사회주의 공화국 - 블라디미르 베아라 - 브루노 벨린 - 루돌프 벨린 - 스체판 보베크 - 이반 불랸 - 즐라트코 차이코브스키 - 토미슬라브 츠른코비치 - 이반 가이에르 - 프란요 갈라제르 - 이반 구델 - 이반 호르바트 - 토미슬라프 이브코비치 - 드라잔 예르코비치 - 유리차 예르코비치 - 다보르 요지치 - 미르코 코코토비치 - 구스타프 레흐네르 - 블라트코 마르코비치 - 안델코 마루시치 - 프라네 마토시치 - 요조 마토시치 - 마르코 밀리나리치 - 드라젠 무지니치 - 젤리코 페루시치 - 루카 페루조비치 - 다니옐 프레메릴 - 로베르트 프로시네치키 - 페타르 라다코비치 - 요시프 스코블라르 - 프란요 소스타리치 - 이비차 수르야크 - 프란요 블라디치 - 즐라트코 부요비치 - 베르나드 부카스 - 조란 불리치 - 벨리메르 자예치 - 슬라벤 잠바타 - 안테 자네티치 - 브란코 제베츠 - 알렉산다르 지브코비치 마케도니아 사회주의 공화국 - 다르코 판체프 - 부야딘 스타노이코비치 몬테네그로 사회주의 공화국 - 드라골류브 브르노비치 - 데얀 사비체비치 - 프레드라그 미야토비치 | 세르비아 사회주의 공화국 - 요반 "쿨레" 아치모비치 - 밀로라드 아세니예비치 - 알렉산다르 아타나츠코비치 - 두산 바예비치 - 네나드 브예코비치 - 블라디슬라프 보기체비치 - 부야딘 보슈코브 - 즈베즈단 체비나치 - 이반 추르코비치 - 프레드락 다이치 - 밀란 다미야노비치 - 드라간 자이치 - 블라디미르 두르코비치 - 밀란 갈리치 - 스베티슬라츠 글리소비치 - 드라간 홀체르 - 베르나드 휴글 - 밀루틴 이브코비치 - 지보라드 예브티치 - 미오드락 요바노비치 - 파흐루딘 유수피 - 보라 코스티치 - 즐라트코 크르므포티치 - 도브로사프 크르스티치 - 보인 라자레비치 - 블라고예 "모사" 마르야노비치 - 보이슬라프 멜리치 - 요반 밀라디노비치 - 밀로스 밀루티노비치 - 라이코 미티치 - 티호미르 오그야노프 - 드라간 판텔리치 - 블라고예 파우노비치 - 미로슬라프 파블로비치 - 일리야 판텔리치 - 알렉산다르 페타코비치 - 일리야 페트코비치 - 오그옌 "을리야" 페트로비치 - 블라디미르 "피존" 페트로비치 - 블라디차 포포비치 - 류보미르 라다노비치 - 즈드라브코 라이코프 - 스파소예 사마드지치 - 슬로보단 산트라치 - 드라고슬라프 세쿨라치 - 브라니슬라프 세쿨리치 - 밀로스 세스티치 - 밀루틴 소스키치 - 류비사 스파시치 - 요반 스파시치 - 프레드라그 스파시치 - 브랑코 스탄코비치 - 드라고슬라프 스테파노비치 - 드라간 "피크시" 스토이코비치 - 네나드 스토이코비치 - 실베스테르 타카치 - 알렉산다르 티르나니치 - 벨리보르 바소비치 - 토도르 베셀리노비치 - 됴르데 부야디노비치 - 도브리보예 제체비치 슬로베니아 사회주의 공화국 - 스레츠코 카타네치 - 마크시밀리얀 미할치치 - 브랑코 오블라크 - 다닐로 포피보다 |

## 역대 감독
| 감독                  | 임기        |
| --------------------- | ----------- |
| 밀랸 밀랴니치         | 1965 ~ 1966 |
| 부야딘 보슈코브(공동) | 1966        |
| 부야딘 보슈코브       | 1971 ~ 1973 |
| 토미슬라브 이비치     | 1973 ~ 1974 |
| 밀랸 밀랴니치         | 1973 ~ 1974 |
| 드라잔 예르코비치     | 1978        |
| 밀랸 밀랴니치         | 1979 ~ 1982 |
| 토도르 베셀리노비치   | 1982 ~ 1984 |
| 밀로시 밀루티노비치   | 1984 ~ 1985 |
| 이비차 오심           | 1986 ~ 1992 |
| 밀랸 밀랴니치         | 1992        |
| 슬로보단 산트라치     | 1994 ~ 1998 |
| 일리야 페트코비치     | 2000 ~ 2001 |